# Staraja Ladoga

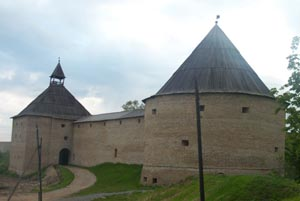
La fortezza di Ladoga fu costruita, in pietra, nel XII secolo e ricostruita 400 anni dopo.

Staraja Ladoga (in russo Старая Ладога?) è una cittadina russa dell'oblast' di Leningrado che sorge nel luogo di un antico insediamento variago col nome Aldeigjuborg, che venne fondato nell'VIII secolo nei pressi del lago Ladoga. Le popolazioni slave chiamarono i suoi abitanti Rus'.

## Storia

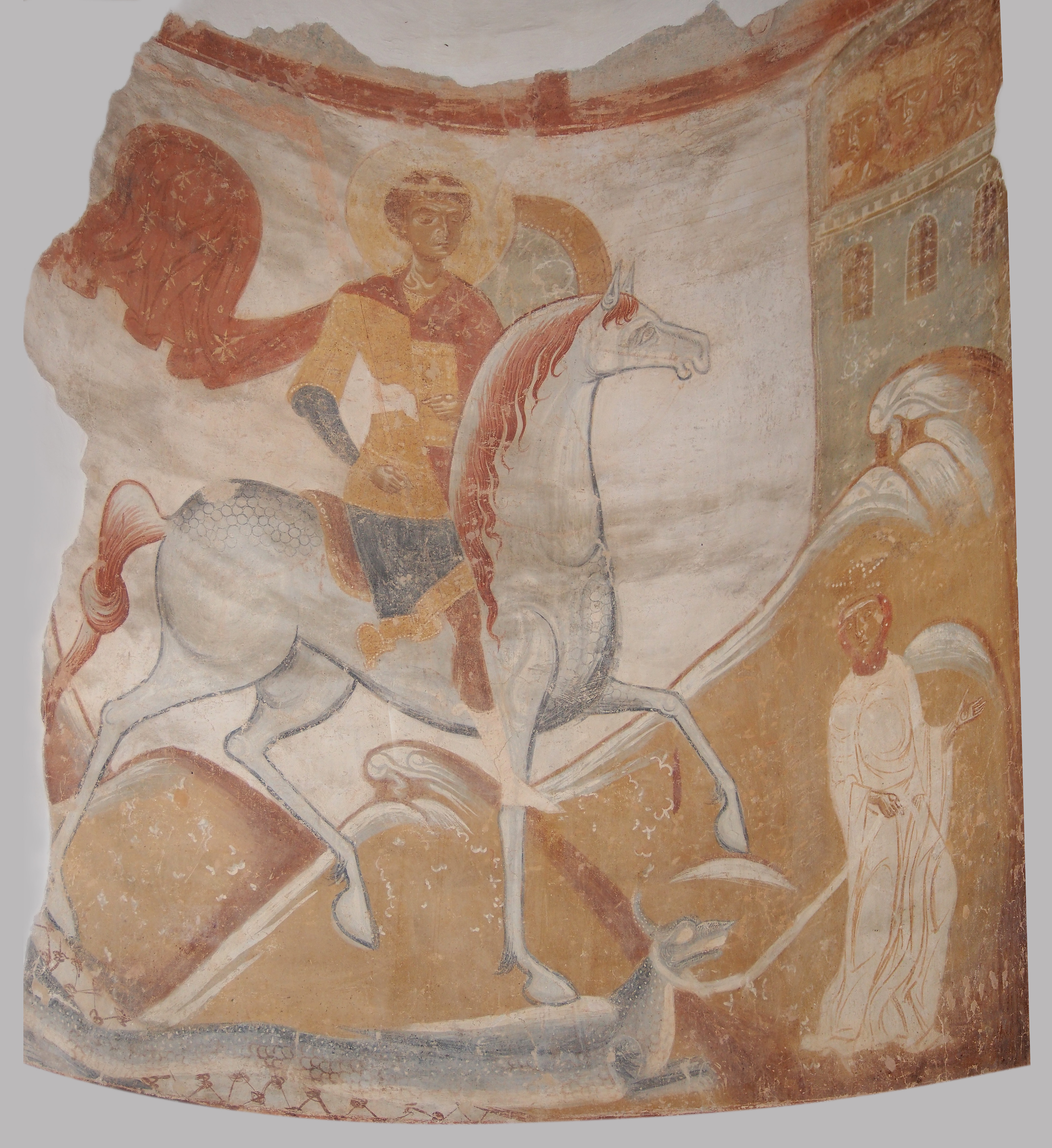
La Chiesa di San Giorgio contiene affreschi dipinti nel 1167.

Aldeigjuborg costituisce la più antica testimonianza archeologica di una certa importanza sulla presenza di vichinghi svedesi in Russia.
La città è situata a una decina di chilometri dalla riva meridionale del lago Ladoga, lungo il fiume Volchov, in una posizione protetta dal fiume stesso e da una parete molto ripida. Completava la protezione un muro di terra.

### Aldeigjuborg
Il luogo in precedenza era già occupato da una comunità, probabilmente finnica, che accolse amichevolmente i nuovi venuti. L'insediamento svedese sembra essere durato dal IX all'XI secolo. 
I resti archeologici di Aldeigjuborg mostrano quattro strati: lo strato più antico, uno di case quadrate fatte di tronchi, un terzo di capanne russe e l'ultimo slavo. Tra i reperti rinvenuti ad Aldeigjuborg c'è un frammento di arco di legno con un'iscrizione runica in versi, risalente al IX secolo.

## Collegamenti esterni

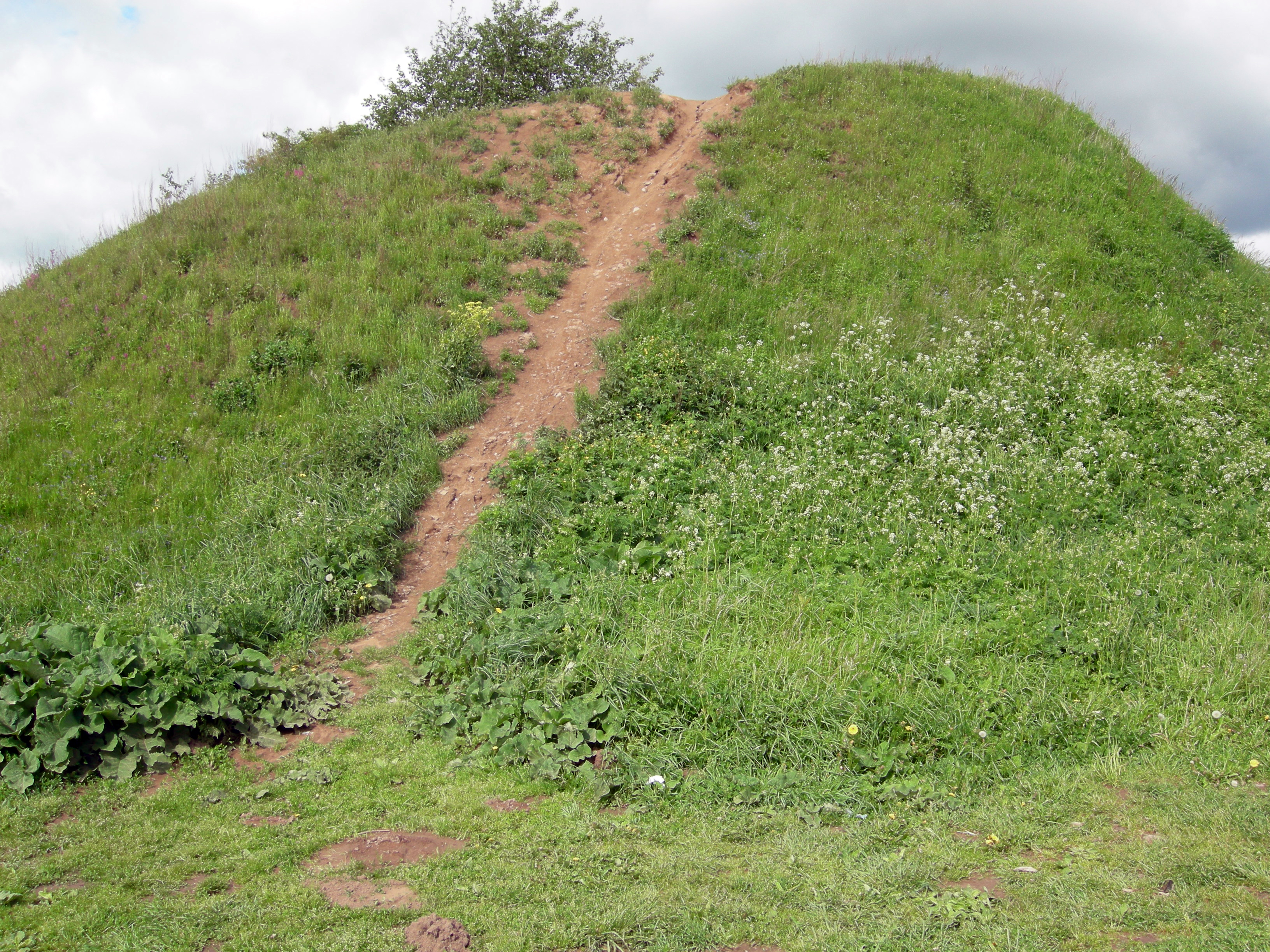
La presunta tomba di Oleg di Kiev

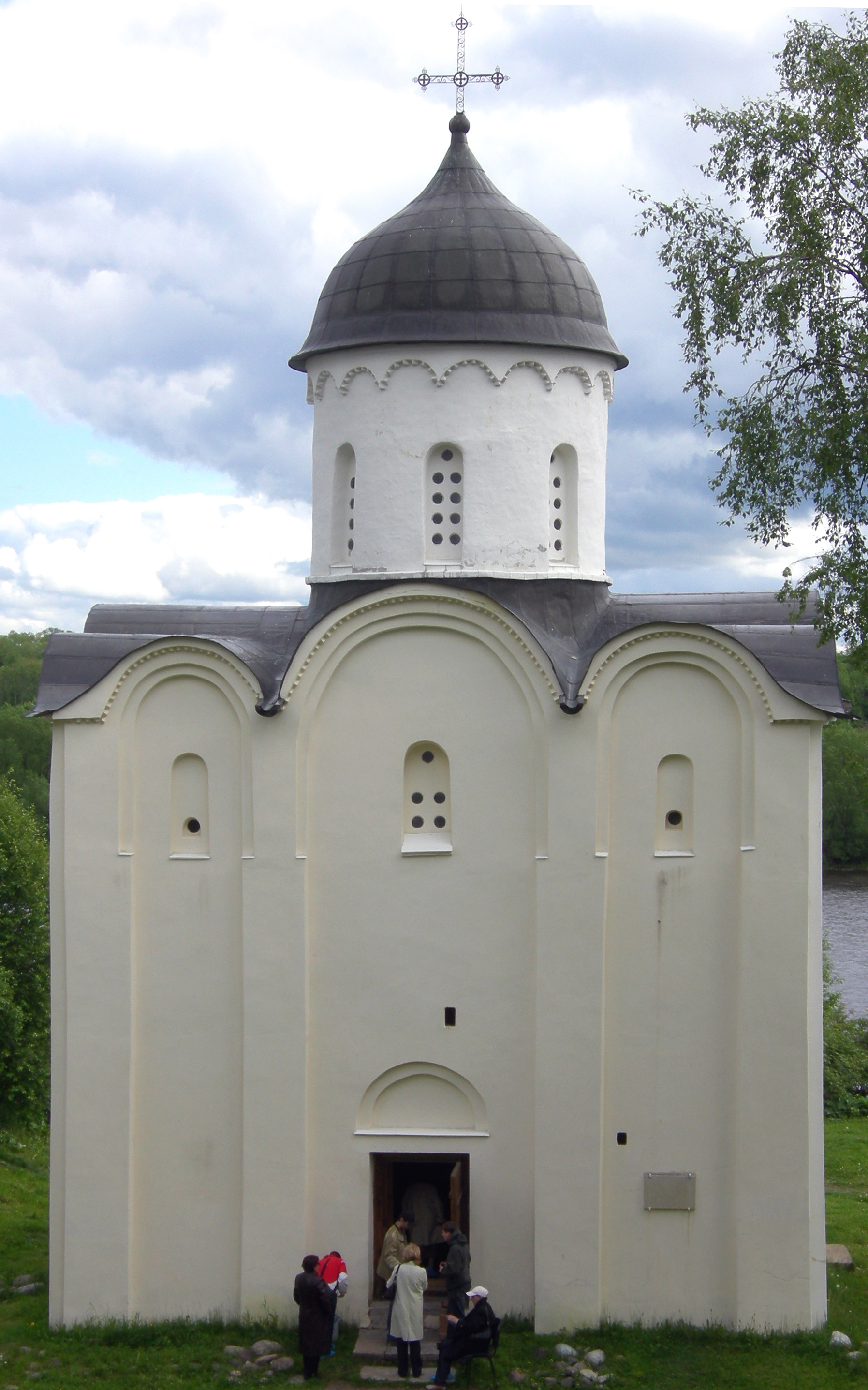
Chiesa di San Giorgio